# Xu Guangqi

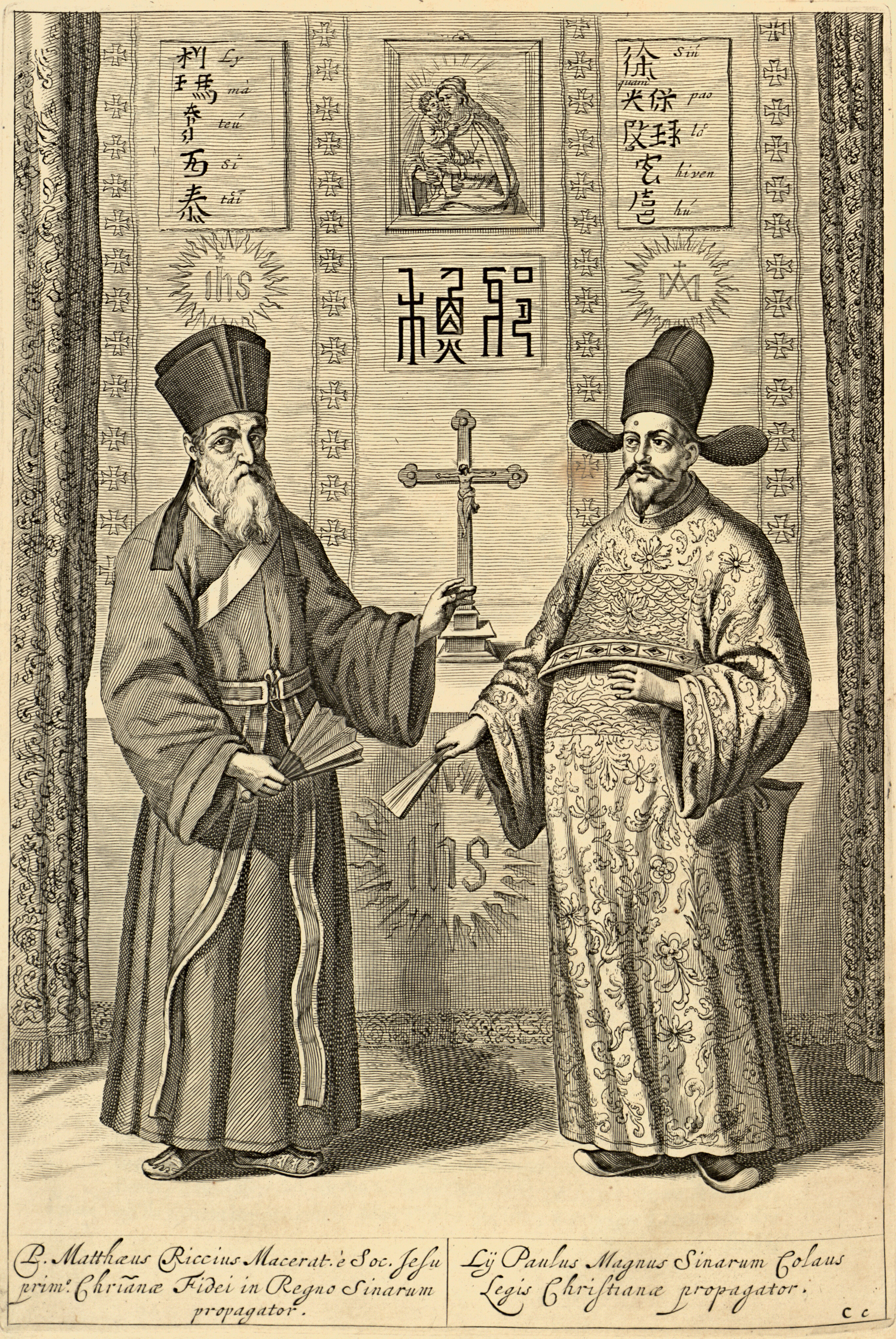
El jesuïta italià Matteo Ricci (a l'esquerra) i Xu Guangqi (徐光啟) en una imatge de China Illustrata d'Athanasius Kircher, publicada el 1667.

En aquest nom xinès, el cognom és Xu.
Xu Guangqi (xinès: 徐光启)  (Shanghai, 24 d'abril de 1562 (Gregorià) - Shuntian Fu, 8 de novembre de 1633), a vegades transliterat Hsu Kuang-Ch'i, fou un polític, intel·lectual, jesuïta, autor de diversos treballs científics i la figura més important del cristianisme xinès anterior al segle xx, el qual va exercir un paper influent durant el regnat de l'Emperador Chongzhen com a principal conseller del sobirà xinès.

## Biografia
Xu Guangqi va realitzar la carrera de funcionari civil segons el rígid sistema confucià i va aconseguir el més alt grau, la qual cosa el facultava per a entrar al mandarinat. No obstant això, la seua trajectòria vital i intel·lectual es va veure totalment determinada quan va conèixer el jesuïta italià Matteo Ricci, amb qui va començar a col·laborar en la traducció al xinès de diverses obres sobre geografia, física, astronomia i matemàtiques, esdevenint així un dels primers savis del seu país que va mostrar un interès genuí pel saber occidental i va contribuir, tot i que encara de forma incipient, a la seua difusió.
En aquest sentit, cal destacar la traducció que realitzà dels Elements d'Euclides (Jihe yuanben), que tanta influència va exercir després en les ciències matemàtiques del seu país. Convertit al cristianisme i membre de l'orde jesuític, Xu es va erigir en el principal defensor de tot allò occidental un cop mort Ricci, i gràcies a la seua tasca l'empresa científica iniciada pel missioner italià va gaudir de continuïtat, i va seguir creixent la influència de la Companyia de Jesús a la Xina, així com del cristianisme en general.
Emprant mecanismes de mesurament occidentals, Xu Guangqi va avantatjar el 1629 altres astrònoms xinesos i musulmans en la predicció exacta de l'eclipsi de sol previst per aquell mateix any, fet que, a més de mostrar la superioritat de les tècniques astronòmiques d'Occident, li va valdre l'ascens al càrrec de gran secretari. En unió d'altres jesuïtes europeus (Johann Adam Schall von Bell i Ferdinand Verbiest) va dirigir l'Observatori d'Astronomia i se li va encarregar la reforma del calendari oficial de l'Imperi xinès.

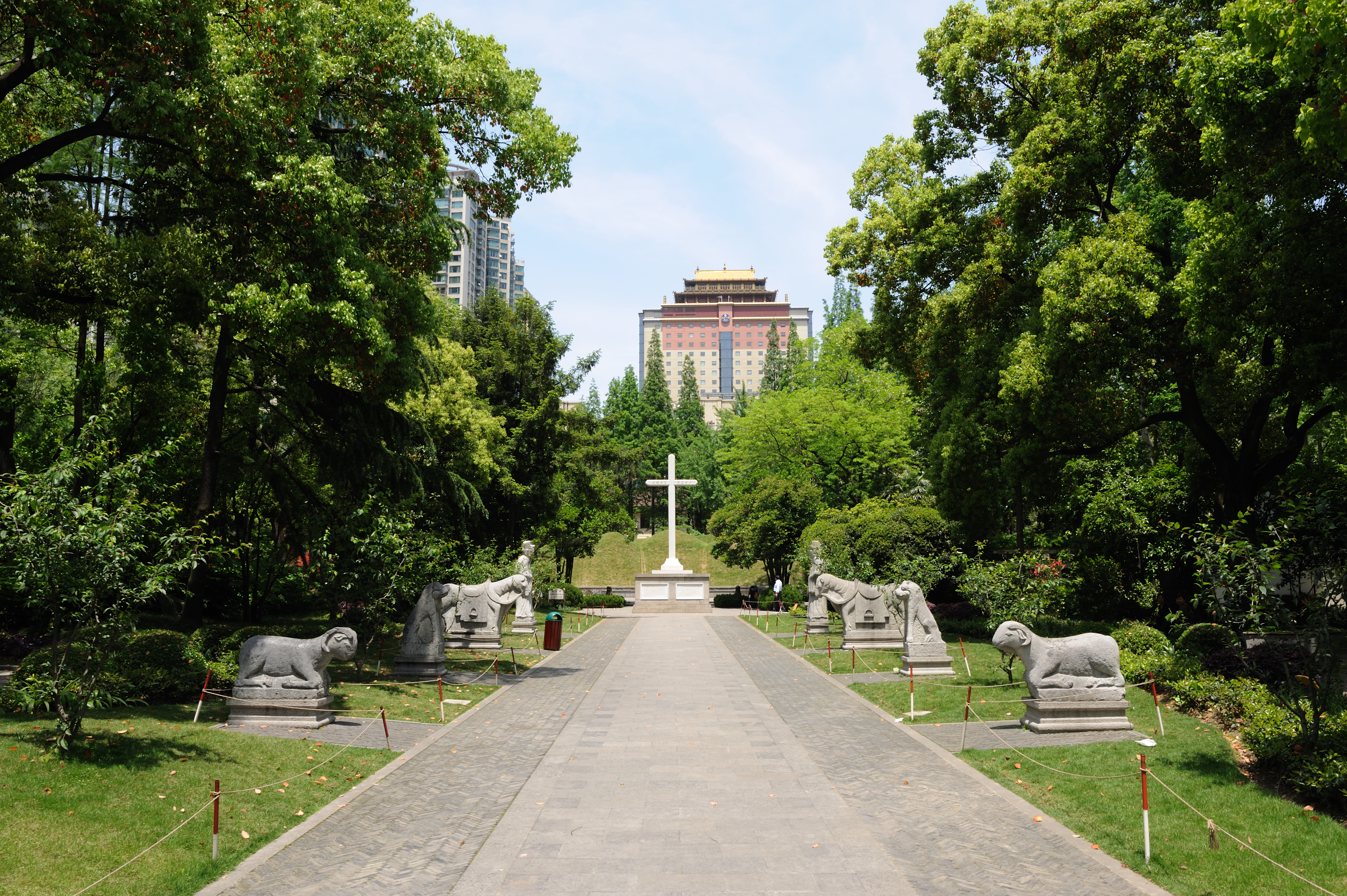
Tomba de Xu Guangqi a Xangai

En el camp de la política, Xu va haver de fer front als nombrosos problemes interns de l'Imperi, així com a l'amenaça dels manxús, els quals el 1629 ja havien arribat per primera vegada a les portes de Pequín. Quan va quedar provada la superioritat de les tropes invasores, Xu va convèncer el sobirà xinès de la necessitat d'equipar els exèrcits imperials amb armament occidental i, fins i tot, d'emprar tàctiques i soldats europeus.